# 吕乐 (电影人)
吕乐（1957年12月26日—），男，天津人，中国摄影师、导演，曾获得多项摄影和导演奖项。

## 生平
1982年毕业于北京电影学院摄影系，曾留学法国学习视觉艺术。1980年代中期他与同学合作拍摄了《猎场扎撒》和《净土》。由于英文和专业出色，应邀参与伊文思（Joris Ivens）电影《风》的选景工作。1987年他执导拍摄纪录片《怒江，一条丢失的峡谷》，该片荣膺1990年度巴黎“人类学电影”大奖。这一契机使他与法国结缘，开始了五年的（1987-1992年）游学生涯，之后获巴黎第八大学造型系硕士学位。吕乐于1992年回国，与导演黄蜀芹合作的《画魂》得到同行关注。从1993年起，他与大学同学张艺谋多次合作，担任《活着》（1993年）、《摇啊摇，摇到外婆桥》（1994-1995年）、《有话好好说》（1996年）的摄影指导，获得了包括第48届“戛纳电影节”画面技术大奖；1995年度“纽约影评人协会”最佳摄影奖； “洛杉矶影评人协会”最佳摄影奖；美国“奥斯卡电影节”（1996年）最佳摄影奖提名等奖项。
1997年他回归导演，拍摄电影《赵先生》，该片采用长镜头和即兴表演等实验手法，获1998年“瑞士洛迦诺电影节最佳影片金豹”奖。1999年他继续自己糅合纪实和虚构的创作风格，拍摄影片《小说》（《诗意的年代》The Obscure），该片直到2006年才得以完成。2003年他触及文革题材，拍摄了《美人草》，这部电影是吕乐迄今唯一公映的电影。2006年他拍摄的《十三棵泡桐》荣获东京国际电影节评委会大奖，却再次没能公映。之后几年，他重操摄影指导，与冯小刚合作了《集结号》（2007年）、《非诚勿扰》（2008年）、《唐山大地震》（2009年）、《非诚勿扰II》（2010年）和《1942》（2011-2012年），而《1942》为吕乐赢回众多如“罗马国际电影节”、意大利电影摄影师学会（AIC）、金鸡奖最佳摄影等奖项。2013年伊始，吕乐以一风格独特的短片《一维》，再次以导演身份创作电影。2014年他开始筹备执导一部科幻电影。

## 作品
| 拍摄时间 | 类型       | 片名                 | 职务/角色   | 合作导演 | 備註 |
| 1984年   | 电影       | 猎场札撒             | 摄影师      | 田壮壮   |      |
| 1990年   | 电影纪录片 | 怒江，一条丢失的峡谷 | 导演 摄影师 |          |      |
| 1993年   | 电影       | 活着                 | 摄影指导    | 张艺谋   |      |
| 1995年   | 电影       | 摇啊摇，摇到外婆桥   | 摄影指导    | 张艺谋   |      |
| 1996年   | 电影       | 有话好好说           | 摄影指导    | 张艺谋   |      |
| 1998年   | 电影       | 天浴                 | 摄影指导    | 陈冲     |      |
| 1998年   | 电影       | 赵先生               | 导演        |          |      |
| 1999年   | 电影       | 美丽新世界           | 摄影指导    | 施润玖   |      |
| 2000年   | 电影       | 漂亮妈妈             | 摄影指导    | 孙周     |      |
| 2002年   | 电影       | 芬妮的微笑           | 摄影指导    | 胡玫     |      |
| 2004年   | 电影       | 美人草               | 导演        |          |      |
| 2006年   | 电影       | 十三棵泡桐           | 导演        |          |      |
| 2007年   | 电影       | 集结号               | 摄影指导    | 冯小刚   |      |
| 2008年   | 电影       | 非诚勿扰             | 摄影指导    | 冯小刚   |      |
| 2008年   | 电影       | 赤壁                 | 摄影指导    | 吴宇森   |      |
| 2009年   | 电影       | 唐山大地震           | 摄影指导    | 冯小刚   |      |
| 2010年   | 电影       | 非诚勿扰2            | 摄影指导    | 冯小刚   |      |
| 2018年   | 电影       | 找到你               | 导演        |          |      |